# University of Hertfordshire
Die University of Hertfordshire ist eine Universität in und um Hatfield, im County Hertfordshire, Großbritannien. An der Universität studierten 2019 mehr als 25.000 Studenten.

## Geschichte
Die de-Havilland-Gesellschaft gab 1951 Land in Hatfield an die County-Verwaltung von Hertfordshire mit der Auflage einer Nutzung für Bildungszwecke. Das Council baute dort das „Hatfield Technical College“, wo Luftfahrtingenieure für die damals im Ort dominante Luftfahrtindustrie ausgebildet wurden. 1967 wurde es zu einer polytechnischen Hochschule. Unter dem Further and Higher Education Act wurde ihr 1992 der volle Universitätsstatus zugesprochen und in die Selbstverwaltung entlassen.
Ungewöhnlich ist, dass die Universität ihre eigene Busgesellschaft, UnoBus, betreibt.

## Fakultäten
Hertfordshire wurde 2002 in einem Artikel des The Independent als Flaggschiff der früheren polytechnischen Hochschulen bezeichnet. Als solche war sie stark in Luftfahrtingenieurwesen und Informatik. Neuerdings werden auch Stärken in anderen Bereichen wie Pharmazie ausgebildet. Die Zugangsvoraussetzungen sind jüngst stark angestiegen.
Die Universität hat acht Fakultäten:
- Bildende Künste (Creative Arts), einschließlich Musik, Design und Animation
- Pädagogik/Bildung (Education), Ausbildung von Lehrern
- Gesundheit und Sozialarbeit (Health and Social Work)
- Hertfordshire Business School
- Geisteswissenschaften (Humanities), dazu gehören auch Literatur und Journalismus
- Jura (Hertfordshire Law School)
- Life and Medical Sciences, einschließlich Pharmazie, Augenheilkunde und Psychologie
- Physik, Ingenieurwesen und Informatik (Physics, Engineering and Computer Science)

## Campus

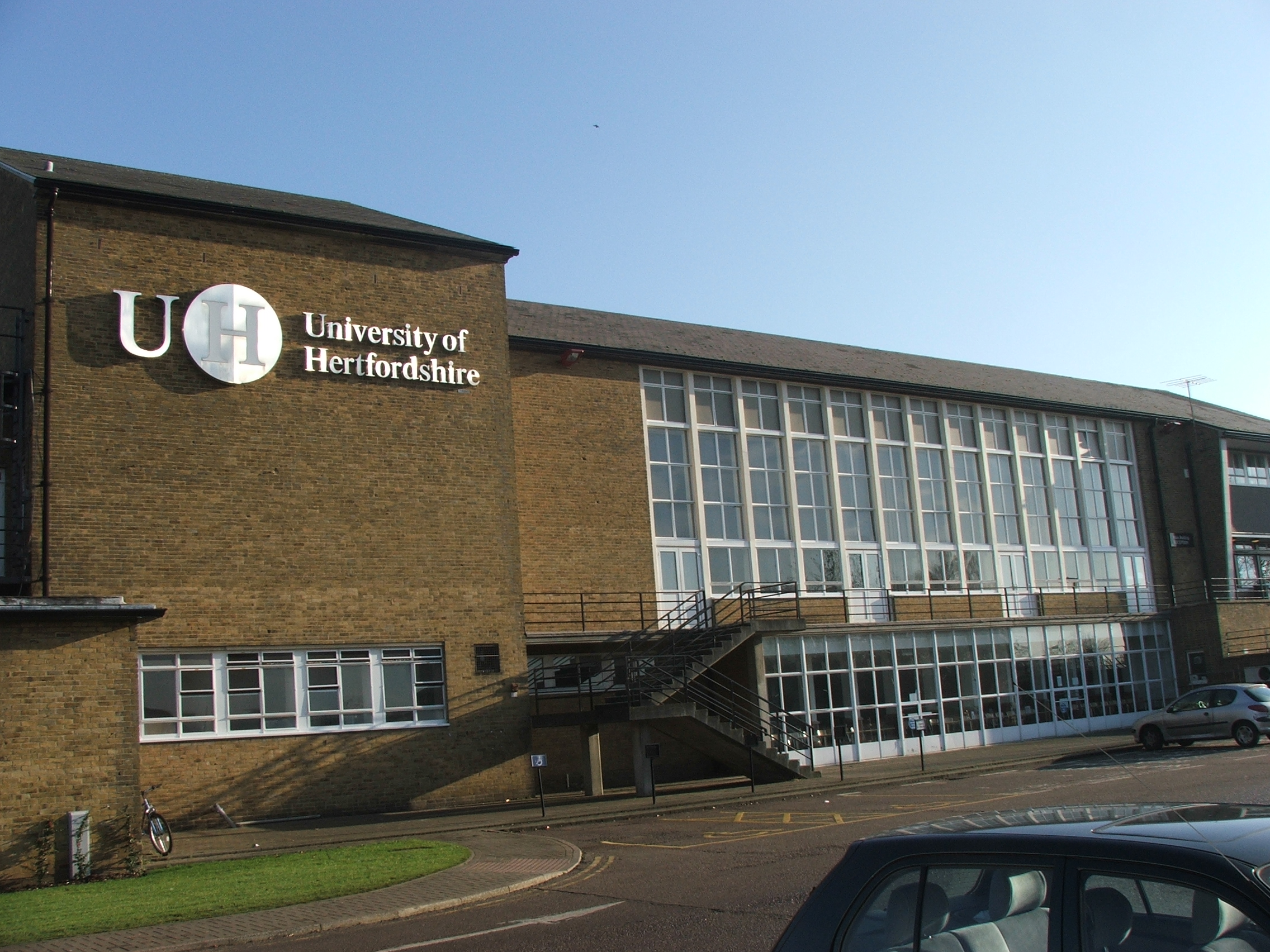
College Lane Campus, Hauptgebäude

Der Hauptteil bleibt in den ursprünglichen Gebäuden der technischen Hochschule in Hatfield, obwohl seit den Anfängen viele neue Gebäude hinzukamen. Nennenswert ist vor allem das neue „Learning Resources Centre“, eine Kombination von Bibliothek und Computerzentrum, eines der größten seiner Art in Großbritannien. Informatik, Ingenieur- und Naturwissenschaften sind hier angesiedelt sowie das Studentendorf (für internationale Studenten wird die Unterbringung auf dem Campus im ersten Jahr garantiert).

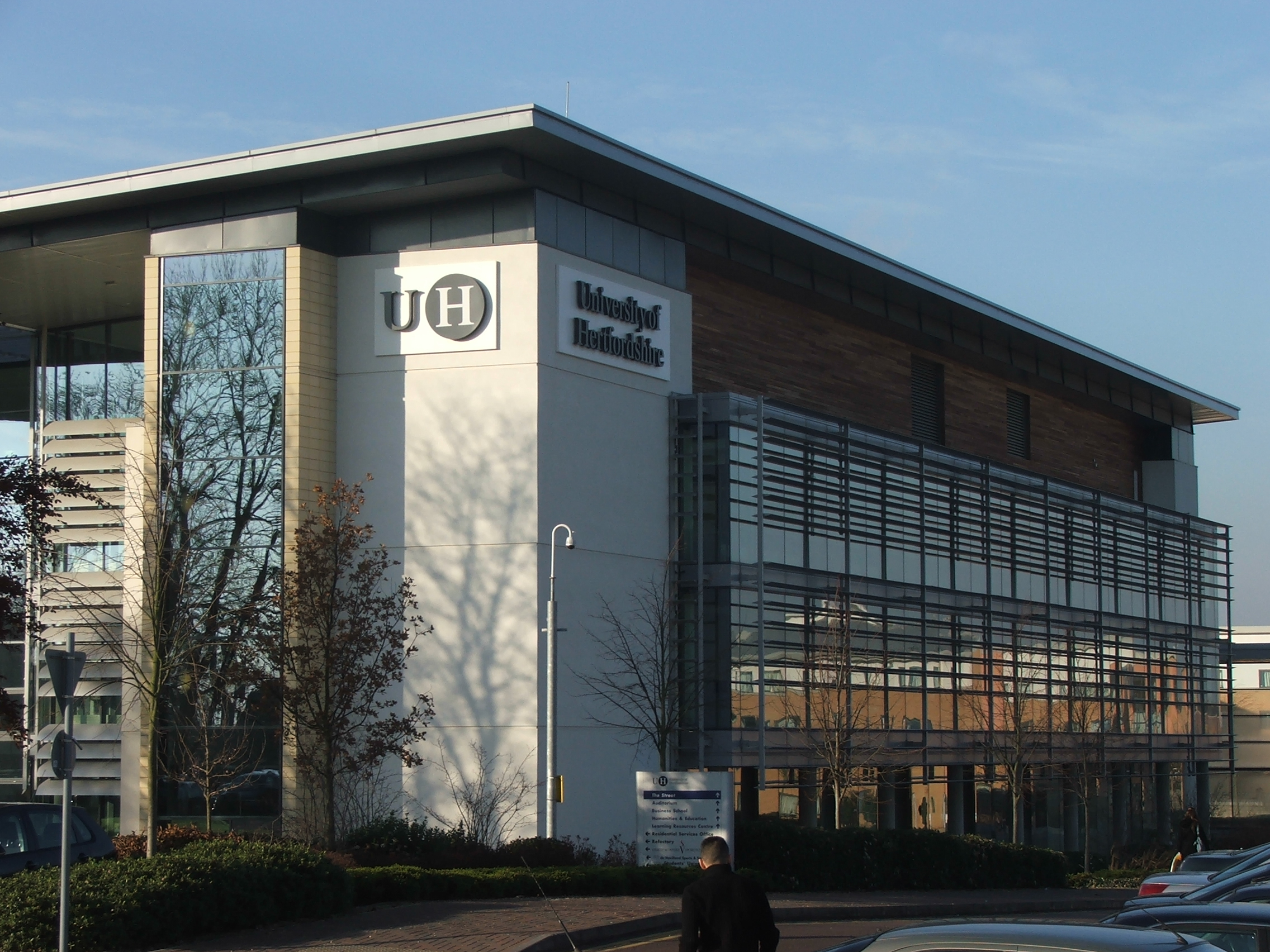
Eingangsgebäude des de-Havilland-Campus

Ganz in der Nähe ist der moderne de-Havilland-Campus, wo Wirtschafts- und Geisteswissenschaften sowie eine weitere Bibliothek untergebracht sind. Die Juristen sind 2011 aus St Albans zum de-Havilland-Campus in Hatfield gezogen. Eine kleine Außenstelle beherbergt das Teleskop der Universität und die biologische Feldstation.
Besondere Forschungsschwerpunkte liegen auf Informatik, Geschichte, Ingenieurwissenschaft und Philosophie. In der Informatik lehrt etwa der Technologieethiker Luciano Floridi.

## Bekannte Alumni
- Claire Ward, Labour MP
- Richard Howitt (* 1961), Politiker
- Mark Oaten (* 1964), Politiker
- Sanjeev Bhaskar (* 1963), Kabarettist
- Flux Pavilion (* 1989), Musikproduzent

Abschlusszeremonien werden in der Kathedrale von St. Albans abgehalten.

## Zahlen zu den Studierenden
Von den 25.520 Studenten des Studienjahrens 2019/2020 waren 14.065 weiblich und 11.455 männlich. 18.985 kamen aus England, 60 aus Schottland, 85 aus Wales, 45 aus Nordirland, 900 aus der EU und 5.425 aus dem Nicht-EU-Ausland. 17.805 der Studierenden strebten ihren ersten Studienabschluss an, sie waren also undergraduates. 7.715 arbeiteten auf einen weiteren Abschluss hin, sie waren postgraduates.